# NGC 4808
NGC 4808 este o galaxie spirală situată în constelația Fecioara. A fost descoperită în 17 aprilie 1786 de către William Herschel. Se află la o distanță de 18,03 megaparseci de Pământ.